# کازپلی

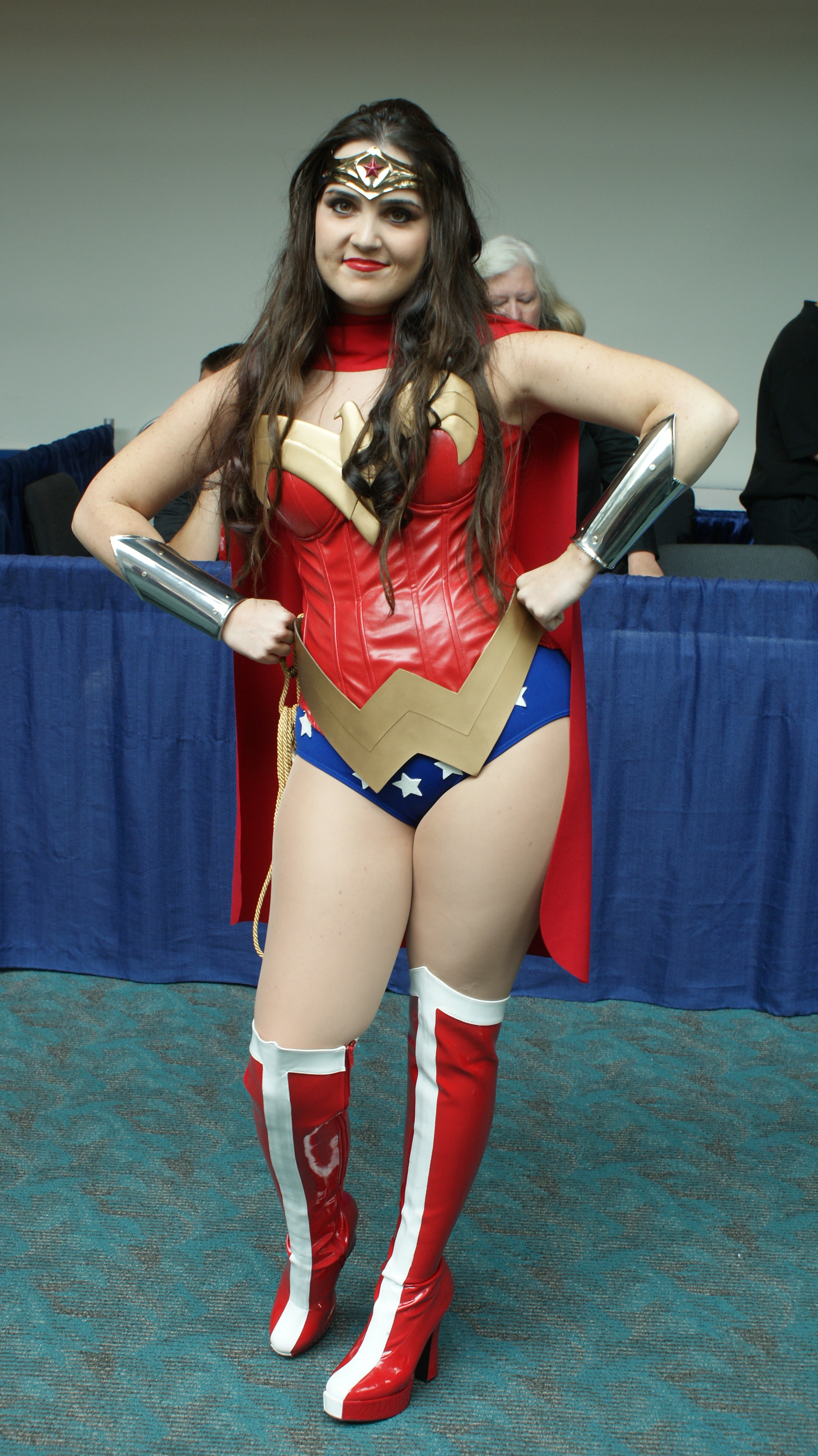
کازپلی واندروومن

کازپلی (به انگلیسی: Cosplay) که کاس‌پلی نیز خوانده می‌شود، به پوشیدن لباس برای همانندی به شخصیت‌های مانگا، انیمه، فیلم، کمیک یا بازی‌های ویدئویی گفته می‌شود.
کازپلی بر دو بخش تقسیم می‌شود؛ کازپلی پایه و کازپلی بالماسکه. در هر دو حالت تلاش بر این است که از دید ظاهری و گونهٔ سخن گفتن همانندی بالایی با شخصیت مورد نظر (تقلید شده) باشد. همه‌ساله در ایالات متحده آمریکا نمایشگاه‌هایی مرتبط با نام کامیکان برگزار می‌شوند. امروزه، با بالا رفتن طرفداران دنیای انیمه، برخی نیز سعی در یافتن روشی برای مانند شدن به شخصیت‌های انیمه‌ای هستند. اما در سوی دیگر، با بالا رفتن سطح کیفیت فیلم‌های دنیای مارول شمار هواداران آن بخش نیز افزایش داشته‌است. در سوی دیگر، کودکان و نوجوانان بسیاری وجود دارند که دنبال راهی برای کازپلی دنیای دیزنی هستند، اما می‌توان بیشتر طرفداران این سبک کازپلی را، دختران (بین سنین ۴–۱۲) خطاب کرد که شیفتهٔ زیبایی و فانتزی بودن پرنسس‌های دیزنی‌اند. در کشورهای بسیاری رویدادهای مربوط به بازی‌های ویدیویی می‌توانند میزبان کازپلی و رویدادهای آن نیز باشند.

## واژه‌شناسی
واژه کازپلی توسط یک ژاپنی به نام نوبویوکی تاکاهاشی با ترکیب کاستوم (لباس محلی Costume) و پلی (بازی play) ساخته و ابداء شده‌است.

## پیشینه

### پیش از قرن بیستم
توپ‌های بالماسکه یکی از ویژگی‌های فصل کارناوال در قرن پانزدهم بودند و شامل ورودی‌های سلطنتی تمثیلی فزاینده، مراسمی باشکوه، و صف‌آرایی‌های پیروزمندانه‌ای بود که جشن ازدواج و دیگر رویدادهای سلسله‌ای مربوط به زندگی درباری قرون وسطی را در بر می‌گرفت. آن‌ها همچنین به جشن‌های همگانی با پوشش ویژه در ایتالیا در طول رنسانس قرن شانزدهم گسترش یافتند.

### دوران کنونی

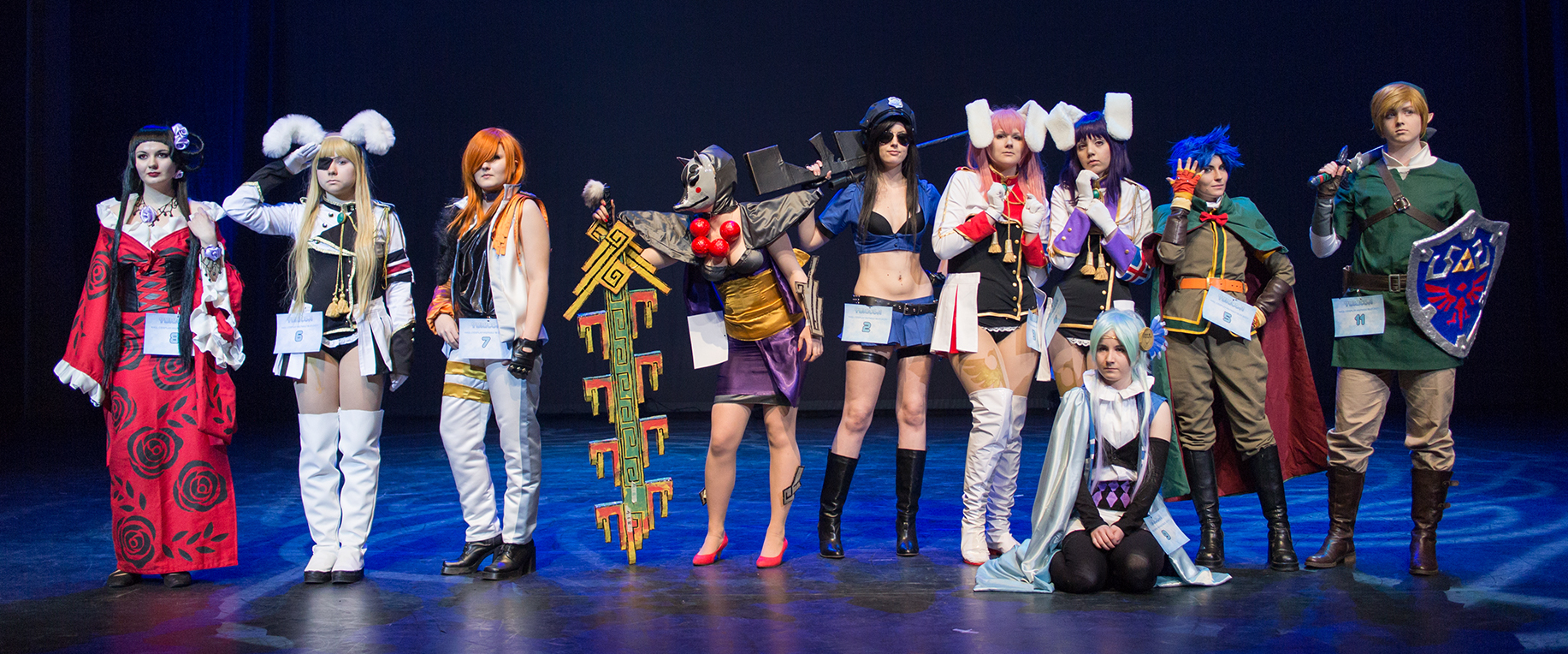
شماری کازپلی انجام‌شده در یک رویداد کازپلی در ۲۰۱۴

هم‌اکنون فرهنگ کازپلی در بسیاری از کشورهای جهان گسترش یافته‌است و در انحصار کشور خاصی نیست. اگرچه اثرگذاری‌ها گوناگون است.
اما فراست، واندروومن، سوپرگرل، مرا، ریون، الستیگرل و… از پرهوادارترین شخصیت‌های کازپلی در دهه‌های اخیر بوده‌اند که به خاطر نمایش قدرت زنان به محبوبیت رسیدند.

## بر پایه کشور

### ژاپن
طبق یک نظرسنجی ۲۰۱۴ برای کامیک مارکت کانونشن ژاپن حدود ۷۵٪ کازپلیرها حاضر رویداد زن بودند.

### دیگر کشورهای آسیا
کازپلی یک قسمت بزرگ کامیک ورلد کانونشن‌های رخداده تایوان، کره جنوبی، و هنگ کنگ اند. از لحاظ تاریخی قرن ۱۷ سلطنت مینگ چین مردم لباس‌های شخصیت‌های خیالی را می‌پوشیدند.

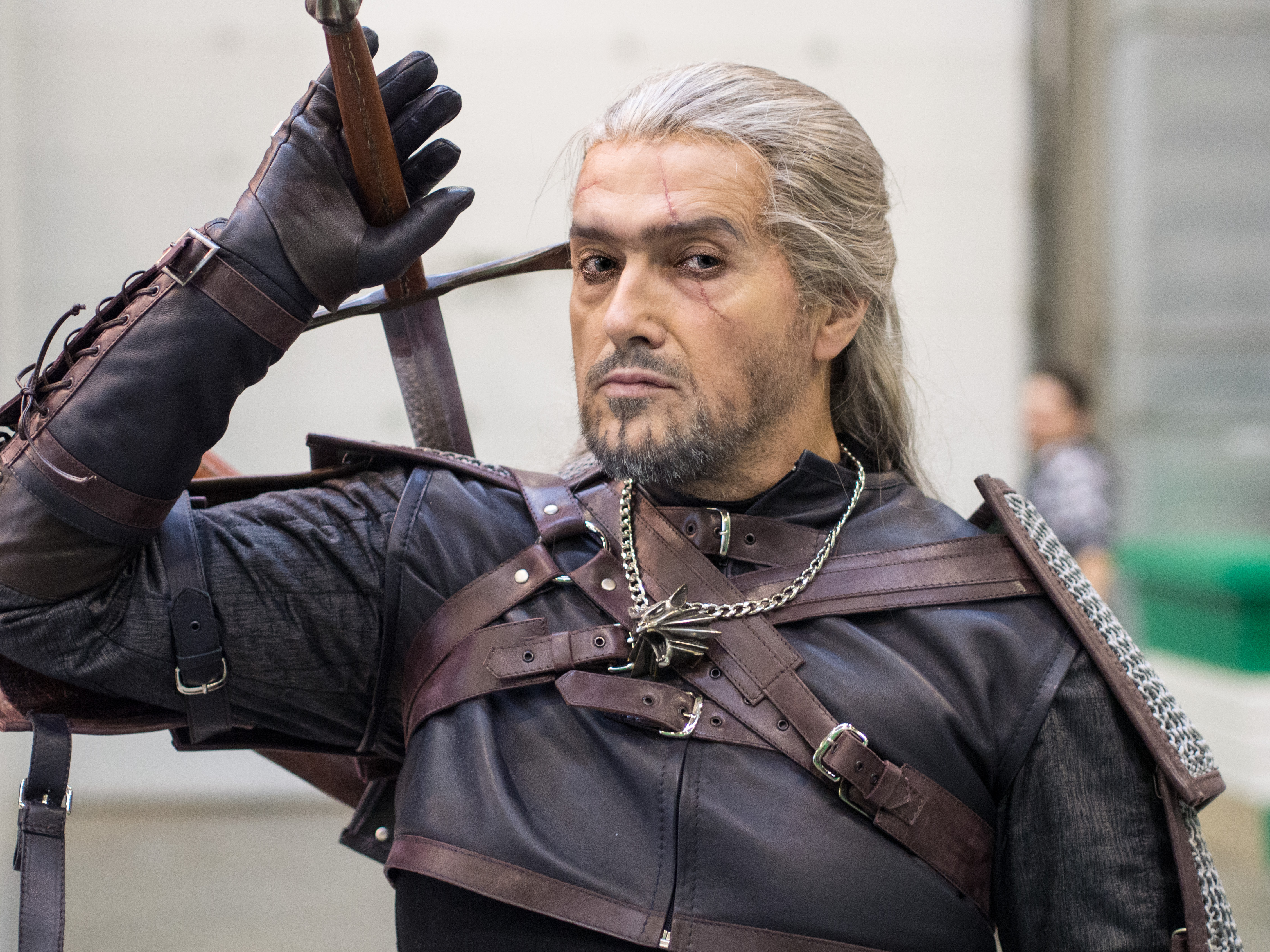
کازپلی گرالت از ریویا شخصیت اصلی خیالی بازی ویچر ۳، نمایشگاه بازی روسیه ۲۰۱۳

### کشورهای غرب
اصولاً ریشه کازپلی فندم فانتزی و علمی تخیلی است.

## رسانه‌ها
مجله کوزمودو در ژاپن و مجله‌ها و کتاب‌های بسیاری با این موضوع منتشر می‌شود.